# Muhtarophis barani
Muhtarophis barani is een slang uit de familie toornslangachtigen (Colubridae) en de onderfamilie Colubrinae.

## Naam en indeling
De wetenschappelijke naam van de soort werd voor het eerst voorgesteld door Aziz Avci, Çetin Ilgaz, Mehdi Rajabizadeh, Can Yilmaz, Nazan Üzüm, Dominique Adriaens, Yusuf Kumlutas en Kurtuluş Olgun in 2015. Deze groep van biologen beschreef ook de geslachtsnaam Muhtarophis. Oorspronkelijk werd de wetenschappelijke naam Rhynchocalamus barani gebruikt. Het is de enige soort uit het monotypische geslacht Muhtarophis.
De soortaanduiding barani is een eerbetoon aan Dr. Brahim Baran. De wetenschappelijke geslachtsnaam Muhtarophis betekent vrij vertaald 'slang van Muhtar'.

## Verspreiding en habitat
De soort komt voor in delen van Zuidwest-Azië en leeft endemisch in Turkije.
De habitat bestaat uit droge tropische en subtropische scrublands en stenige ondergronden. De soort is aangetroffen op een hoogte tot ongeveer 1300 meter boven zeeniveau.

## Beschermingsstatus
Door de internationale natuurbeschermingsorganisatie IUCN is de beschermingsstatus 'onzeker' toegewezen (Data Deficient of DD).